# Agdistis adactyla
Agdistis adactyla is een vlinder uit de familie van de vedermotten (Pterophoridae). De wetenschappelijke naam werd in 1819 als Alucita adactyla gepubliceerd door Jacob Hübner.
De soort komt voor in Europa.

## Synoniemen
- Adactyla huebneri Zeller, 1841
- Agdistis adactyla var. delphinensella Bruand, 1858